# Burruyacú (departamento)
Burruyacú é um departamento da Argentina, localizado na região noroeste da província de Tucumã. Faz fronteira com a província de Salta ao norte, a província de Santiago del Estero ao leste, o departamento de Cruz Alta ao sul e os departamentos de Trancas e Tafí Viejo ao oeste. Sua capital é a cidade de Burruyacú, de mesmo nome. É o maior departamento da província em extensão territorial, mas um dos menos populosos.

## Etimologia
Seu nome vem da língua quíchua "burru-yacu", que significa "onde os burros bebem água", em alusão a um riacho local.

## População
No Censo Argentino de 2010, o departamento contava com 36.951 habitantes.
No censo de 2022, o departamento registrou 45.476 habitantes; isso representou um aumento populacional de 23,1%, acima da média da província, de 16,6%. Esses dados mostram que o departamento tem a décima maior população da província.

## Cidades
A população do departamento está concentrada em uma série de pequenas cidades.
- Siete de Abril
- Barrio San Jorge
- El Chañar
- El Naranjo
- Gobernador Garmendia
- La Ramada
- San José de Macomitas
- Piedrabuena
- Villa Padre Monti
- Villa Benjamín Aráoz
- Burruyacú

## Atividade sísmica
O norte da Argentina, região que Burruyacú faz parte, sofre com atividade sísmica frequente e de baixa intensidade, com um silêncio sísmico de terremotos de médio a severos ocorrendo a cada 30 anos.
- Terremoto de 1931: magnitude 6,3; que destruiu algumas construções e abriu inúmeras rachaduras na área.[6][5]